# Katarina Witt
Katarina Witt (Staaken -en aquella época un distrito de Falkensee-, República Democrática Alemana, actual Berlín, 3 de diciembre de 1965) es una patinadora sobre hielo alemana que fue dos veces campeona olímpica en la competición individual. Se la considera como una de las mejores patinadoras de la historia.

## Biografía

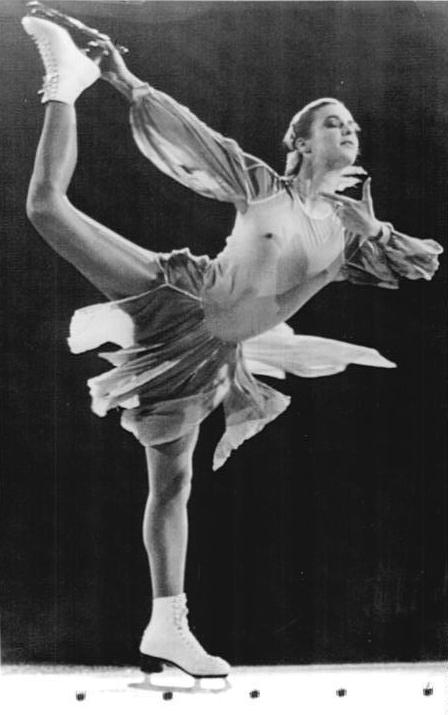
Katarina Witt en 1987.

Witt se crio en Karl-Marx-Stadt (actual Chemnitz), donde empezó a patinar a la edad de cinco años. Acudió a una escuela especial para chicos con talento deportivo llamada Kinder und Jugendsportschule, y competía en el club SC Karl-Marx-Stadt. Con nueve años empezó a ser entrenada por Jutta Muller, con la que llegaría a la élite mundial.
Su primer gran éxito fue el triunfo en el Campeonato de Europa de 1983. Pero la culminación llegó al año siguiente cuando ganó el Campeonato del Mundo y poco después la medalla de oro en los Juegos Olímpicos de Sarajevo 1984. Este éxito la convirtió en la «Reina del Hielo» y con 18 años se ganó la atención de millones de fanes en todo el mundo que admiraban no solo su calidad y perfección técnica, sino también su belleza y elegancia. Witt recibió más de 35.000 cartas de admiradores tras los juegos, y niñas de todo el mundo empezaron a hacer patinaje queriendo parecerse a ella.
Sus éxitos continuaron durante los siguientes años: fue campeona del mundo en 1985, 1987 y 1988, y campeona europea en 1985, 1986, 1987 y 1988. 
Pero el triunfo más importante se produjo en los Juegos Olímpicos de Calgary 1988, donde convertida ya en una superestrella, hubo de hacer frente a la dura competencia de la estadounidense Debbie Thomas, que la superó en el programa corto de la competición. Sin embargo, en el programa libre y con una coreografía con la música de Carmen de Bizet logró entusiasmar al público y a los jueces, lo que unido a los fallos de la estadounidense, le proporcionaron a Witt la medalla de oro olímpica. Se convertía así, con 22 años, en la primera mujer en repetir triunfo olímpico desde la mítica Sonja Henie que fuera campeona en 1928, 1932 y 1936.
Tras los Juegos se retiró de la competición para dedicarse a hacer exhibiciones profesionales, algunas junto al patinador campeón olímpico en Calgary Brian Boitano. También ha ejercido de actriz y en 1990 ganó un premio Emmy por la producción Carmen on Ice de la televisión estadounidense. Otras de sus facetas han sido la de presentadora de televisión, empresaria, modelo o comentarista deportiva. La revista People la consideró como una de las 50 personas más bellas del planeta.
En 1993 decidió volver a la competición para preparar lo que serían sus terceros Juegos Olímpicos, en Lillehammer 1994, aprovechando la oportunidad concedida por la Unión Internacional de Patinaje a los patinadores profesionales de reincorporarse a la competición amateur. Allí consiguió un meritorio sexto puesto. 
En diciembre de 1998 posó desnuda para la edición estadounidense de la revista Playboy y tres años después volvió aparecer en las páginas de la edición alemana de la publicación, en diciembre de 2001.
En su faceta como actriz, Witt interpretó a Natacha Kirilova en la película Ronin, de John Frankenheimer. También se interpretó a sí misma en la película para televisión alemana Der Feind in meinem Leben (2013), dirigida por Bernd Böhlich, y cuyo título en español fue El enemigo a mi lado o Historia de una obsesión, que cuenta la historia de un policía con problemas mentales que se obsesiona peligrosamente con ella. 

## Resultados destacados en competición
| Evento                           | 1979 | 1980 | 1981 | 1982 | 1983 | 1984 | 1985 | 1986 | 1987 | 1988 | 1994 |
| -------------------------------- | ---- | ---- | ---- | ---- | ---- | ---- | ---- | ---- | ---- | ---- | ---- |
| Juegos Olímpicos de Invierno     |      |      |      |      |      | 1a   |      |      |      | 1a   | 7a   |
| Campeonato Mundial de Patinaje   |      | 10a  | 5a   | 2a   | 4a   | 1a   | 1a   | 2a   | 1a   | 1a   |      |
| Campeonato Europeo de Patinaje   | 14a  | 13a  | 5a   | 2a   | 1a   | 1a   | 1a   | 1a   | 1a   | 1a   | 8a   |
| Campeonato de Patinaje de la RDA | 3a   | 2a   | 1a   | 1a   | 1a   | 1a   | 1a   | 1a   | 1a   | 1a   | -    |
| Campeonato Alemán de Patinaje    |      |      |      |      |      |      |      |      |      |      | 2a   |